# Ulgen-ekhe Coronae
Le Ulgen-ekhe Coronae sono una struttura geologica della superficie di Venere.